# 李楚 (1974年)
李楚（1974年1月—），广西桂平人，中华人民共和国政治人物。玉林师范高等专科学校数学系数学教育专业毕业，广西大学商学院政治经济学专业学历。曾任共青团广西区委书记等职，现任中共桂林市委书记、市长。

## 生平
1992年9月，在玉林师范高等专科学校数学系数学教育专业学习。1993年12月加入中国共产党。
1995年7月参加工作，任玉林地区外事办（行署旅游局）干部。1996年12月，任中共玉林地（市）委组织部干部一科办事员、科员。1998年3月，任中共玉林市委组织部干部一科副科长。2000年5月，任中共玉林市委组织部党政干部科科长。
2002年9月，任中共北流市委常委、组织部部长（其间：2002年9月-2004年7月，在广西大学商学院政治经济学专业学习）。2004年7月，任共青团玉林市委员会书记。2008年9月，任中共玉林市委副秘书长、办公室副主任（正处级）。2009年1月，任中共北流市委副书记，市人民政府党组书记、市长。
2009年11月，任中共柳州市委常委，三江侗族自治县委书记。2013年9月，任中共河池市委常委、组织部部长。2016年2月，任中共河池市委常委、市人民政府党组副书记、副市长，市行政学院院长（兼）。2017年5月，任共青团广西区委书记。2021年6月，任桂林市市长。2024年12月，接替因贪腐落马的周家斌，任桂林市委书记。2025年4月，辞去桂林市市长。